# Arzum Onan
Arzum Onan (* 31. Oktober 1973 in Ankara) ist eine türkische Schauspielerin, Model und Gewinnerin eines Schönheitswettbewerbs.

## Leben und Karriere
Onan wurde am 31. Oktober 1973 in Ankara geboren. Sie ist tscherkessischer Abstammung. Nach der Grundschule zog ihre Familie nach Istanbul. 1992 begann Onan als Model zu arbeiten.  Sie nahm im April 1993 am Miss Turkey teil und wurde belegte den ersten Platz. Im selben Jahr nahm sie an Miss Europe teil und bekam auch den ersten Platz. 1996 heiratete sie den türkischen Schauspieler Mehmet Aslantuğ. Debüt gab sie 1997 in dem Fernsehfilm Yeni Bir Yıldız. Anschließend bekam sie 2004 in der Serie Sahra die Hauptrolle. Ihre nächste Hauptrolle bekam sie 2007 in Sessiz Firtina.

## Filmografie
Serien
- 1997: Yeni Bir Yıldız
- 1998: Sıcak Saatler
- 2000: Merdoğlu
- 2004: Sahra
- 2007: Sessiz Fırtına
- 2009: Aşkın İkinci Yarısı

Sendungen
- 2010: Hayat Ağacı
- 2010: Ünlüler Bulvarı
- 2012: Show Kulüp